# Klaia
Klaia (altgriechisch Κλαῖα Klaía) ist eine Nymphe der griechischen Mythologie. 
Pausanias berichtet von einem Heiligtum der Klaia am Berg Kalathion in der Nähe von Gerenia im Süden Messeniens. Neben dem Heiligtum befand sich eine Grotte, die zwar einen engen Eingang aufwies, deren Ausstattung von Pausanias aber als sehenswert betrachtet wurde.